# Türkmengala
Türkmengala est une ville du Turkménistan, capitale du district de Türkmengala dans la province de Mary.